# Kroon (supermarkt)
Kroon (Stichting Kroon) was een samenwerkingsverband van grossiers in levensmiddelen. De doelstelling van de stichting was door eendracht sterker te staan in zowel inkoop als verkoop.

## Geschiedenis
De organisatie Stichting Kroon werd in 1949 opgericht door een achttal groothandelaren in levensmiddelen, te weten: J. van Dijk uit Zeist, G.L. van Eerd uit Veghel, J.H.H. Coumans uit Weert, P. van Rikxoort uit Rotterdam, J.J. Smalleganger uit Oud-Vossemeer, J. Verstraten uit IJzendijke, J.H. Kasten uit Aalten en K. Wijnen uit Venray.
Het hoofdkantoor van de organisatie stond vanaf 1967 aan de Stationslaan in Zeist. De acht grossiers verdeelden Nederland in rayons en maakte afspraken over hun werkgebied. Het doel was om gezamenlijk tot een krachtige inkoop- en reclameorganisatie te komen. Zij voorzagen de veranderingen op het gebied van verkoop van levensmiddelen waarbij Nederland als snel het voorbeeld van Amerika zou gaan volgen. Winkels, kruideniers, bakkers konden zich vrijwillig aansluiten bij de organisatie , als Vrijwillig Filiaal Bedrijf (VFB). De organisatie bezat in de eerste jaren geen eigen winkels.

### Achtergrond
Vanaf 1948 startten de eerste winkels met gedeeltelijke zelfbediening in Nederland. De eerste geheel zelfbedieningswinkel opende in Nijmegen onder de naam Van Woerkom. Deze zelfbedieningswinkels verdrongen snel de bedieningswinkels in de levensmiddelenbranche.
Er ontstonden meer samenwerkingsverbanden naast Kroon. Voorbeelden hiervan waren VIVO, SPAR en Co-Op.

### 1949 - 1980
In 1949 waren er 300 winkeliers die de Kroonformule uitdroegen en in 1959 zouden dat er 1085 zijn. Eerst bedieningswinkels, later de zelfbedieningswinkels en nog weer later supermarkten.
In juli 1960 werd de Stichting Kroon omgezet in de N.V. Levensmiddelenorganisatie E.O.. Directeur van de organisatie werd L.J.M. Rabou. Onder zijn leiding werd de organisatie actief op diverse fronten. Zo sloot men een Europees samenwerkingsverband met grote buitenlandse ondernemingen en winkelbedrijven, waaronder het Franse Kergao met 30.000 winkels, het Duitse AFU met 8000 winkels, het Oostenrijkse Unitas en het Belgische Excella.
Ook bracht Kroon spaarzegels uit onder de naam Goudkronen. Dit waren dubbeltjesspaarzegels waar klanten vijf cent voor betaalden. De slagzin hierbij luidde: fl 12,50 bij Kroon gespaard is fl 25,- waard. Met de 100% premiespaarzegels konden spaarders bij de winkels ook non-food producten kopen.
In 1964 werd de organisatie grootaandeelhouder van een nieuw bedrijf genaamd Groep ‘64, dat actief zou worden in de ontwikkeling en aankoop van winkelcentra en supermarkten. De winkelformules waren Kroon Levensmiddelen (voor kruideniers- en zelfbedieningswinkels) en (sinds 1968) de K-Markt-formule voor supermarkten.
In 1978 startte de organisatie samen met de formules A&O en TIP Markant Foodmarketing, een inkoopbureau voor de levensmiddelenbranche. Bij de oprichting van Markant werd meteen besproken dat ook de organisaties in elkaar geschoven zouden worden.
De hoofdkantoren verhuisden naar Bilthoven maar bleven eerst nog hun eigen identiteit behouden. Men koos ervoor om drie winkelformules te hanteren: 'K-Markt' voor de supermarkten, 'Attent' voor de buurtwinkels en A&O-2000 en Kroonmarkt voor de winkels er tussenin.

### 1981 - 2009
In 1981 bleven uiteindelijk nog een drietal Kroongroothandels over: G.L. van Eerd Handelsmaatschappij te Veghel, Klaver's Groothandel te Alkmaar en Ten Have's Groothandel te Doetinchem. Omdat de formules Kroon en K-markt waren ondergebracht bij Markant besloten de commissarissen van de Kroon Levensmiddelenorganisatie om haar BV’s te ontbinden: Kroon Levensmiddelenorganisatie BV, Goudkroon BV voor de Kroonzegeltjes en de eigen financieringsmaatschappij Krofimij BV.
De fusies en overnames in de levensmiddelenbranche gingen de jaren er na volop door. Na een reeks van overnames ontstond Laurus dat in 2009 door Jumbo Supermarkten werd overgenomen.